# まちだあきこ
まちだ あきこ（1978年3月21日 - ）は、かつてホリプロで活動していた日本の女性お笑い芸人。本名、町田 章子（読み同じ）。東京都出身。

## 略歴
1999年にスクールJCAへ8期生として入学。双子の妹とコンビ「桃色ウルフ」を結成し、卒業後はプロダクション人力舎で活動。2001年に解散し、その後しばらく芸人を引退していた。
2004年、東京NSCへ10期生として入学。2006年1月にNSC同期生の高橋直子とコンビ「男式」（のちに「ダンジキ」に改名）を結成し、東京吉本を経てオスカープロモーションに所属。2007年12月に相方の引退に伴いコンビを解散し、2008年からピン芸人「まちだあきこ」として活動。
2009年に「ホリプロライブNEO」のフリー参加コーナーへ出演し、ここで目に留まった事から同年10月よりホリプロ所属となる。
2011年4月30日をもって、芸能界を引退する事を発表した。

## 芸風・持ちネタ
芸風は主に一人コントで、「シスターの懺悔」「ガッカリツアー」「ふられる女」などのネタがあった。
その後、ものまねネタも行っていた。主なレパートリーは西田ひかる、中山美穂、叶姉妹、YOU、さゆり（かつみ♥さゆり）、中村玉緒、工藤静香、磯野貴理子、スザンヌ、仲間由紀恵、はいだしょうこなど。また、中山美穂や工藤静香などの曲に合わせてめくりをしながら、その紙に書いてある内容の振り付けをするという芸や、めくりをしながら替え歌を歌うネタ、KARAのメンバー・ギュリの物真似をしながら、めくりで「K-POPのこりゃイカン!」シリーズのネタを披露するものなどがあった。なお、本人は「KARAヲタ」を自称していた。

## 出演

### バラエティ
- まねキン（日本テレビ）
- 女神のマルシェ（日本テレビ）
- ウケウリ!! 目指せ!通販芸人キング（2010年7月9日、日本テレビ）

### インターネットテレビ
- OLIVER'S WORLD（あっ!とおどろく放送局）